# Bergen Challenger 1990
Il Bergen Challenger 1990 è stato un torneo di tennis facente parte della categoria ATP Challenger Series nell'ambito dell'ATP Challenger Series 1990. Il torneo si è giocato a Bergen in Norvegia dal 29 ottobre al 3 novembre 1990 su campi in sintetico indoor.

## Vincitori

### Singolare
Alexander Mronz ha battuto in finale  Jan Gunnarsson con il punteggio di 6–4, 6–4.

### Doppio
Jeff Brown /  Anders Järryd hanno battuto in finale  Charles Beckman /  Luke Jensen con il punteggio di 6–3, 7–6